# 焦磷酸测序

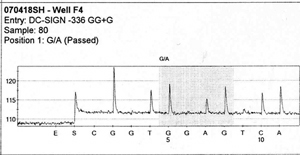
DNA焦磷酸测序程序的一个例子：每一个峰都表示结合一个核苷酸

焦磷酸测序（英語：Pyrosequencing）是一种基于聚合酶链反应原理的DNA测序（确定DNA中核苷酸 的顺序）方法。它与桑格法不同，依赖于核苷酸掺入中焦磷酸盐的释放，而非双脱氧核苷三磷酸参与的链终止反应。该技术是由穆斯塔法·罗纳吉和波尔·尼伦于1996年在斯德哥尔摩的皇家工学院发展出来的。